# Xiphinema index
Xiphinema index is een ectoparasitair plantenparasitair aaltje. Waardplanten zijn onder andere de druif, vijg, appel, roos, pistache. Xiphinema index komt voor in Argentinië, Australië, Chili, Frankrijk, Duitsland, Portugal, Spanje, Italië, Griekenland, Turkije, Hongarije, Iran, Irak, Noord-Afrika, Zuid-Afrika en de Verenigde Staten. De aaltjes komen in de meeste grondsoorten voor en kunnen tot 360 cm diep in de grond aanwezig zijn. Het aaltje geeft de voorkeur aan lichte tot halfzware gronden met een pH van 6,5 - 7,5, die relatief warm zijn. Het aaltje kan bodemtemperaturen van -11 °C tot 35 °C overleven, maar tijdens lange koude perioden gaat het aaltje dood.
Xiphinema index-aaltjes kunnen virussen overbrengen, zoals het grapevine fanleaf virus (GFLV).

## Beschrijving
Het vrouwtje heeft een rond, 3 mm lang lichaam. De stilet (odontostilet) is ongeveer 126 um lang. Het aaltje heeft een dikke cuticula met dunne strepen over het lichaam. Het vrouwtje heeft een of twee eierstokken. Mannetjes en vrouwtjes hebben beide korte, dorsaal afgeronde staarten Xiphinema index-aaltjes leven vrij in de grond en worden aangetrokken door jonge, groeiende wortels. Alle levensfasen voeden zich aan de worteluiteinden van planten. Ze dringen de wortel niet binnen, maar voeden zich met epidermiscellen of met de cortex- en vaatbundelcellen dieper in de wortel. Het aaltje kan zich tijdens zijn levenscyclus naar verschillende gastheren verplaatsen. Het aaltje kan overleven in plantenresten, maar kan zich alleen voeden met levend plantenweefsel.
Zodra het aaltje bij een worteltop aankomt, doorboort het met zijn odontostilet de verschillende opeenvolgende cellagen van de plant. Tijdens de penetratie scheidt het aaltje enzymen uit, waardoor er hypertrofie en verdikking van de wortel ontstaat. Het aaltje voedt zich met het cytoplasma van de cel.
Xiphinema index onderscheidt zich van andere Xiphinema-soorten door het duidelijke, vingervormige uitsteeksel aan de staart.

## Levenscyclus en reproductie
De vrouwtjes leggen hun eieren in de grond in de buurt van potentiële waardplanten. De eerste vervelling treedt pas 24-48 uur na het uitkomen van het ei op. De volgende vier vervellingen treden op in intervallen van zes dagen daarna en voltooien de levenscyclus binnen 22-27 dagen. Er is echter ook een levenscyclus van enkele maanden gerapporteerd.  Het aaltje kan zich voortplanten door parthenogenese. Het aaltje overleeft voornamelijk als ei, hoewel andere stadia tot drie jaar in de bodem kunnen overleven. Xiphinema-index veroorzaakt zowel mechanische als fysiologische schade aan de wortels wat kan leiden tot verdikking en necrose van de wortels van de vatbare waardpanten.